# Octobre 1874

## Événements
- 1er octobre, Canada : fondation du fort Macleod par la police montée dans l’Alberta. Il devient une colonie de 200 habitants de toute origine.

- 8 octobre : réalisation de l'Union postale internationale, collaboration des Postes du monde, lors d'une Conférence internationale à Berne.

- 9 octobre : création de l'Union générale des postes, à Berne, chargée d’harmoniser les relations postales entre 21 pays signataires.

- 10 octobre : les Britanniques annexent l’archipel des Fidji.

- 12 octobre : Nicolás Avellaneda est élu président de la République Argentine (fin en 1880). Il échoue dans sa tentative de réconciliation nationale. Il doit lutter contre l’ancien président Bartolomé Mitre, puis contre la province de Buenos Aires qui refuse la défaite de son gouverneur à l’élection présidentielle.
  - L’Argentine est divisée. D’un côté Buenos Aires, où le libéralisme gagne les classes moyennes, penche en faveur d’un État national : la ville est aux mains d’une oligarchie qui est lasse de la domination des caudillos ruraux ; de l’autre, les grands propriétaires des campagnes soutiennent les sécessions afin d’échapper au contrôle d’un État. Néanmoins, ces derniers serait prêts à accepter l’Union dans la mesure où leurs intérêts seraient garantis.

- 28 octobre, Canada : Joseph-Thomas Duhamel est nommé évêque au diocèse d'Ottawa.

## Naissances
- 1er octobre : Arthur Sauvé, homme politique.
- 9 octobre : Nicolas Roerich, peintre russe († 13 décembre 1947).
- 10 octobre : Roland Fairbairn McWilliams, homme politique
- 12 octobre :
  - Joseph Claussat, député du Puy-de-Dôme de la Troisième République († 9 novembre 1925).
  - Albert Charles Saunders, Premier ministre de l'Ile du Prince Edouard.
- 16 octobre :
  - André Louis Mestrallet, peintre et antiquaire français († 6 novembre 1968).
  - Otto Mueller, peintre et imprimeur allemand († 24 septembre 1930).
- 20 octobre : 
  - Charles Ives, compositeur américain.
  - Bouck White, écrivain et socialiste américain.
- 21 octobre : Henri Guisan, Général de l'armée suisse († 7 avril 1960).
- 25 octobre : Philémon Cousineau, homme politique québécois

## Décès
- 4 octobre: Louis Evrard Conrad de Kock, peintre français.
- 31 octobre: Emile Jacques Gilbert, architecte français.